# Sắt(II,III) chloride
Sắt(II,III) chloride là một hợp chất vô cơ hai nguyên tố, một muối kim loại của sắt và axit clohydric có công thức Fe3Cl8, hòa tan trong nước, tạo thành tinh thể ngậm nước màu vàng. Trong hợp chất trên, tỉ lệ FeCl2:FeCl3 là 1:2.

## Điều chế
Hợp chất này được điều chế bằng cách cho sắt(II,III) oxit tác dụng với axit clohydric đặc, rồi bay hơi dung dịch bằng axit sunfuric. Phương trình như sau:
Fe3O4 + 8HCl → Fe3Cl8 + 4H2O

## Tính chất vật lý
Sắt(II,III) chloride tạo thành decahydrat Fe3Cl8·10H2O, tinh thể màu vàng nóng chảy ở 45 °C (113 °F; 318 K).

### Các loại muối sắt chloride khác
- Sắt(II) chloride, FeCl2
- Sắt(III) chloride, FeCl3

### Các sắt(II,III) halide khác
- Sắt(II,III) fluoride, Fe2F5 (1:1)
- Sắt(II,III) fluoride, Fe3F8 (1:2)
- Sắt(II,III) bromide, Fe3Br8 (1:2)
- Sắt(II,III) iodide, Fe3I8 (1:2)